# Mike Oliver
Michael James Hoiles Oliver, dit Mike Oliver (né le 3 février 1945 à Chatham et mort le 2 mars 2019) est un sociologue britannique ainsi qu'auteur et activiste pour les droits des personnes handicapées. Il fut le premier professeur de Disability Studies (en) dans le monde, ainsi qu'un des premiers défenseurs et théoriciens du modèle social du handicap.

## Biographie
Mike Oliver naît en 1945 à Chatham et grandit à Rochester, dans le Kent. Il arrête l'école à 16 ans pour devenir gestionnaire de paie. En 1962, alors qu'il est en vacances, il se brise la nuque, cet accident le laissera handicapé et en fauteuil roulant pour le reste de sa vie.
Oliver rentre chez lui après un an de réhabilitation et recommence lentement à travailler, devenant éducateur à la Prison Borstal, une maison de correction pour mineurs. Il entreprend ensuite une licence de sociologie à l'Université de Reading en 1971, mais le support et arrangements pour personnes en situation de handicap sont inadéquats et il doit abandonner après quelques semaines. Il est alors transféré à l'Université du Kent où il obtient enfin sa licence, suivie par un master puis par un doctorat qu'il termine en 1978.
À partir de 1979, il donne un cours  à l'Université du Kent sur le Travail social avec les personnes en situation de handicap. En 1983, il publie un livre sur le même sujet: Social Work with Disabled People.
En 1990, il publie son livre The Politics of Disablement qui le fera connaître comme un des principaux théoriciens du modèle social du handicap. Mike Oliver fut aussi professeur émérite de Disability Studies (en) à l'Université de Greenwich.

## Publications
Les principales œuvres écrites par Mike Oliver incluent :
- Michael Oliver, The politics of disablement, London, Macmillan Education, 1990 (ISBN 9780333432938)
- Michael Oliver, Social work : disabled people and disabling environments, London, J. Kingsley Publishers, 1991 (ISBN 9781853020421)
- Michael Oliver, Understanding disability : from theory to practice, Basingstoke, Hampshire, Macmillan, 1996 (ISBN 9780333599167)
- Michael Oliver et Colin Barnes, The new politics of disablement, Houndmills, Basingstoke New York, NY, Palgrave Macmillan, 2012 (ISBN 9780333945674)